# The Redskins
The Redskins waren eine britische Band der 1980er Jahre. Sie wurde von Chris Dean (Gesang/Gitarre), der unter dem Namen X-Moore auch als Schreiber für den NME tätig war, sowie Martin Hewes (Bass/Gesang) und Nick King (Schlagzeug) gegründet. Das Schlagzeug übernahm ab 1985 Paul Hookham, der ebenfalls in The Woodentops und The Lemons spielte.

## Bandgeschichte
Alle Bandmitglieder waren linke Skinheads, wobei Chris Dean und Martin Hewes der trotzkistischen Socialist Workers Party (SWP) um Tony Cliff angehörten. Im Rahmen ihrer Konzerte wurde auch der Socialist Worker, das Parteiblatt der SWP, vertrieben. Die Vorläufer-Band der Redskins waren die No Swastikas (Keine Hakenkreuze).
Gegründet wurden die Redskins verschiedenen Angaben zufolge 1981 oder 1982, ihre erste Single kam im Juli 1982 heraus und hieß Lev Bronstein (Geburtsname von Leo Trotzki). Danach folgten noch viele andere Singles, Samplerbeiträge und die LP Neither Washington Nor Moscow, zweimal gelang ihnen der Sprung in die Top 50 der Britischen Singlecharts. Am 15. September 1986 spielte die Band in München ihr letztes Konzert und löste sich kurz darauf auf, die für Ende des betreffenden Jahres geplanten Auftritte wurden abgesagt. Dean, Hewes und Hookham waren als Mitglieder verschiedener Band aber weiterhin musikalisch aktiv.
1987 veröffentlichte Strange Fruit Records die 1982 und 1983 im Rahmen der Peel Sessions aufgenommenen Stücke als 12". Dem folgte 1994 Live, das während der Kick Over Apartheid Tour aufgenommen und über Dojo Records und als Wiederveröffentlichung über Mad Butcher Records vertrieben wurde. 2005 gab Red Star Recordings ein Tributealbum heraus, auf dem Chris Dean selbst im Intro zu hören ist, und 5 Jahre später erschien über Insurgence Records das Best-Of-Album Epilogue, das auch drei Titel aus der Zeit als No Swastikas enthält. Des Weiteren existiert eine Bootleg-LP namens Rarities.

## Stil und Image
Waren die ersten Werke der Redskins noch vom Oi!-Punk gekennzeichnet, so wurden sie mit dem Dazukommen der Bläser-Sektion, bestehend aus Kevin Robinson (Trompete), Trevor Edwards (Posaune) und Ray Carless (Tenorsaxophon), eine der bekanntesten britischen Northern-Soul-Combos der 80er Jahre. Ihre dritte Single Keep On Keeping On (diese war die erste für das DECCA-Label) war eine Unterstützersingle für die streikenden Bergarbeiter. Außerdem waren die Redskins in der Anti-Apartheid-Bewegung aktiv. Ihre Konzerte waren mehrfach das Ziel von Übergriffen durch rechtsextreme Skinheads.
Die Redskins spielten im Laufe ihrer Karriere mit namhaften Künstlern wie Billy Bragg und The Smiths. Sie wurden in der Tradition von The Clash stehend betrachtet, obwohl sie diesen gegenüber eine kritische Haltung einnahmen.

## Diskografie

### Studioalben
- 1986: Neither Washington Nor Moscow

### Livealben
- 1994: Live

### Kompilationen
- 2010: Epilogue

### Singles und EPs
- 1982: Lev Bronstein (7")
- 1983: Lean On Me (7")
- 1983: Lean On Me (Northern Mix) (12")
- 1984: Keep On Keepin' On! (7")
- 1984: Keep On Keepin' On! (12")
- 1985: Bring It Down (This Insane Thing) (7")
- 1985: Bring It Down (This Insane Thing) (12")
- 1985: Kick Over The Statues
- 1986: The Power Is Yours (7")
- 1986: The Power Is Yours (12")
- 1986: It Can Be Done (7")
- 1986: It Can Be Done (12")
- 1986: The Power Is Yours (propaganda EP) (10")
- 1986: It Can Be Done (10")
- 1987: Peel sessions (12")

### Tributealben
- 2005: Reds Strike The Blues: A Tribute To The Redskins